# Rangitane (Schiff, 1929)
Die RMS Rangitane (I) war ein 1929 in Dienst gestelltes Passagierschiff der neuseeländischen Reederei New Zealand Shipping Company, das im Passagier- und Postverkehr zwischen Großbritannien und Neuseeland eingesetzt wurde. Am 27. November 1940 wurde die Rangitane von zwei deutschen Hilfskreuzern versenkt, wobei 16 Menschen ums Leben kamen. Sie war das größte im Zweiten Weltkrieg von Hilfskreuzern versenkte Passagierschiff.

## Das Schiff

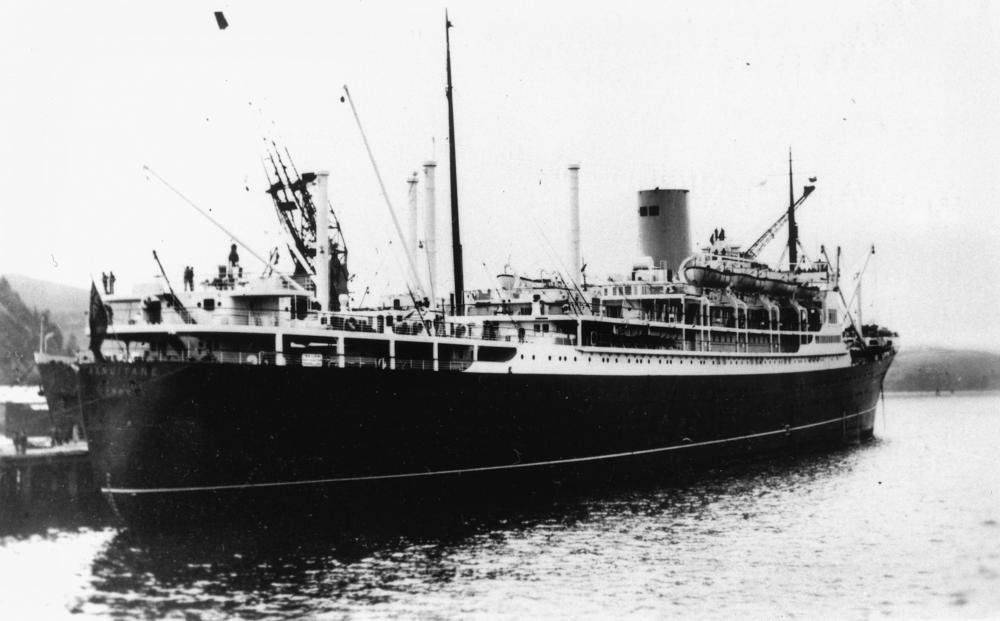
Die Rangitane von achtern

1925 beschloss die Reederei New Zealand Shipping Company den Bau von drei neuen Schwesterschiffen für den Passagier- und Postverkehr zwischen Großbritannien und Neuseeland. Diese Strecke wurde All-Red-Route genannt. 1927 ging der Auftrag für den Bau an die schottische Schiffswerft John Brown & Company, auf der bereits Ozeandampfer wie die Lusitania und die Aquitania entstanden waren. Als erstes der drei Schiffe lief am 29. August 1928 die Rangitiki vom Stapel, gefolgt von der Rangitata am 26. März 1929 und schließlich der Rangitane am 29. Mai 1929.
Sie waren die bis dahin größten Schiffe der Reederei und zudem die ersten, die von Dieselmotoren angetrieben wurden. Alle drei maßen um die 16.700 BRT, hatten zwei Schiffsmasten, zwei Schornsteine und einen Doppelpropeller. Die Rangitane war 168,4 Meter lang, 21,4 Meter breit und hatte einen Tiefgang von 11,6 Metern. Die Reisegeschwindigkeit lag bei 16 Knoten. Alle drei Schiffe konnten 590 Passagiere aufnehmen, davon 100 in der Ersten, 80 in der Zweiten und 410 in der Dritten Klasse. Die reguläre Route der Schiffe war London–Curaçao–Panama–Papeete–Wellington–Auckland.
Im November 1929 wurde die Rangitane als letztes der Schwesterschiffe fertiggestellt und am 20. Dezember 1929 lief sie in London zu ihrer Jungfernfahrt nach Neuseeland mit Zwischenstopps in Southampton (21. Dezember) und Madeira (25. Dezember) aus. Am 22. August 1930 traf sie nach 31-tägiger Reise in Southampton ein, was als Rekord angesehen wurde, da die durchschnittliche Dauer dieser Überfahrt damals bei 33–34 Tagen lag. Am 13. November 1937 musste sie außerplanmäßig in Plymouth einlaufen, da einer der Kolben beschädigt war.
Am 25. September 1940 lief die Rangitane als Teil des Konvois OB-219 in Liverpool zu ihrer letzten Fahrt nach Neuseeland ab. Mit an Bord waren 113 Kinder, die im Rahmen des Children’s Overseas Reception Board (CORB) aufgrund des Kriegszustands aus Großbritannien evakuiert werden sollten. Kurz nach dem Ablegen musste sie jedoch wieder nach Liverpool zurückkehren und die Kinder wieder von Bord gehen lassen, da das CORB-Programm von der britischen Regierung kurzfristig eingestellt wurde. Dies war ein direktes Resultat der Versenkung des britischen Passagierschiffs City of Benares durch ein deutsches U-Boot in der Woche zuvor, wobei 77 Kinder ums Leben gekommen waren, die ebenfalls durch das CORB-Programm außer Landes gebracht werden sollten.

## Versenkung
Am Sonntag, dem 24. November 1940 um 13 Uhr legte die Rangitane in Auckland zu ihrer nächsten Fahrt nach England ab. An Bord waren 201 Besatzungsmitglieder und 111 Passagiere, darunter 36 Frauen und auch mehrere Kinder. Unter den Reisenden befanden sich Zivilisten, Krankenschwestern, Radar-Techniker, 15 neuseeländische Rekruten, 18 Männer der Royal New Zealand Air Force, 20 Crewangehörige des kurz zuvor versenkten Schiffs Baltannic und 26 Besatzungsmitglieder des polnischen Ozeandampfers Batory (darunter 13 Stewardessen), der während des Kriegs als Truppentransporter verwendet wurde.
Der aus Südafrika stammende Richter William Hemming Stuart, ehemaliger Chief Justice von Tonga und ein Neffe von Olive Schreiner und seine Frau, Edith Pringle Stuart, waren die einzigen Passagiere Erster Klasse auf dieser Fahrt.
Ebenfalls an Bord waren 14.000 Tonnen Fracht, darunter Milcherzeugnisse, gefrorenes Fleisch, Wolle sowie Silberbarren im Wert von mehr als zwei Millionen Pfund Sterling (nach damaligem Geldwert). Das Kommando hatte der 54-jährige Herbert Lionel Upton von der Royal Naval Reserve, der im Ersten Weltkrieg auf dem Schlachtschiff Iron Duke Dienst getan hatte. Er war seit drei Jahren Kapitän der Rangitane.
Am frühen Morgen des 27. November 1940 traf die Rangitane etwa 300 Seemeilen östlich von East Cape auf die beiden deutschen Hilfskreuzer Komet (Konteradmiral Robert Eyssen) und Orion (Fregattenkapitän Kurt Weyher) sowie deren Versorgungsschiff Kulmerland (Kapitän Wilhelm Pschunder). Am Vortag hatten diese Schiffe im selben Gebiet den 247 t großen Küstendampfer Holmwood versenkt. Diese Information war der Rangitane aber nicht übermittelt worden.
Da es noch dunkel war, konnten die deutschen Kommandanten die Rangitane nicht als ziviles Schiff erkennen, sondern glaubten, ein alliiertes Kriegsschiff vor sich zu haben. Erst nachdem Suchscheinwerfer eingesetzt wurden, konnten sie die Rangitane identifizieren. Die Deutschen signalisierten der Besatzung der Rangitane, die Maschinen zu stoppen und keine Funksprüche abzusetzen. Kapitän Upton ließ trotzdem die Meldung „QQQQ“ (verdächtiges Schiff) funken. Daraufhin eröffneten die Hilfskreuzer um 03.47 Uhr das Feuer auf die Rangitane. Dabei wurde der Sendemast getroffen und zerstört und die Mannschaft musste eilig einen Ersatzsender installieren, um die Meldung „RRRR“ (Angriff durch Hilfskreuzer) abzusenden.
Durch den Beschuss entstanden auf dem Schiff mehrere Brände, die Ruderanlage wurde schwer beschädigt und fünf Passagiere und fünf Besatzungsmitglieder wurden getötet. Zahlreiche Personen wurden zum Teil schwer verletzt. Eine Passagierin, die Zahnärztin Eileen Sutcliffe-Hey, deren Kabine auf dem C-Deck unter dem Beschuss kollabierte, fiel ein komplettes Deck in den direkt darunter liegenden Speisesaal der Ersten Klasse. Nachdem die Notrufe in Neuseeland empfangen worden waren, gab Kapitän Upton den Deutschen zu verstehen, dass er sich ergab. Da die Deutschen den Beschuss aber nicht einstellten, gab er den Befehl, volle Fahrt aufzunehmen und das Feuer zu erwidern (die Rangitane war mit einer Fünf-Zoll-Kanone und mehreren Flugabwehrkanonen ausgestattet). Da das Telefonsystem aber ebenfalls ausgefallen war, konnte sein Befehl nicht weitergegeben werden. Nachdem Kapitän Upton die Deutschen informiert hatte, dass Frauen und Kinder an Bord waren, stellten diese den Beschuss um 03.57 Uhr schließlich ein. Anschließend gab Upton den Befehl zum Verlassen des Schiffs.
Da die Rangitane schwer beschädigt war, brannte und bereits langsam sank, hielten die Deutschen sie für ungeeignet als Prise und versenkten sie mit Torpedos und Geschützfeuer. Sie sank gegen 06.30 Uhr morgens. Die 297 Überlebenden wurden an Bord der drei Schiffe genommen, die daraufhin in nordöstlicher Richtung verschwanden.

## Nachspiel
Die neuseeländischen Behörden schickten den Leichten Kreuzer Achilles und den Minenräumer Puriri zur Untergangsstelle. Die Flugboote Aotearoa und Awarua beteiligten sich ebenfalls an der Suche. Sie konnten die Deutschen jedoch nicht mehr aufspüren und stießen nur noch auf den Ölteppich der gesunkenen Rangitane. In der Presse wurde gemeldet, dass ein „nicht identifiziertes britisches Schiff“ versenkt worden war. Erst am 1. Januar 1941 wurde bekanntgegeben, dass es sich dabei um die Rangitane handelte.
Neben den bereits während des Angriffs getöteten zehn Personen erlagen sechs weitere danach ihren Verletzungen. Somit stieg die Zahl der Todesopfer auf 16, acht Passagiere und acht Besatzungsmitglieder, darunter vier weibliche Passagiere und die beiden Stewardessen Catherine de Castella und Jessie Skinner. Die Überlebenden wurden Kriegsgefangene der Deutschen und auf der Pazifikinsel Emirau an Land gegeben. Hauptsächlich die männlichen Besatzungsmitglieder im wehrfähigen Alter mussten an Bord der deutschen Hilfskreuzer bleiben, wurden mit ins besetzte Frankreich genommen und von dort aus in Kriegsgefangenenlager in Deutschland geschickt. Die auf Emirau frei gelassenen Überlebenden trafen schon am 5. Januar 1941 in Sydney ein.
Im Oktober 1941 wurde die 59-jährige Stewardess Elizabeth Plumb für ihr heroisches Verhalten während des Angriffs mit der British-Empire-Medaille ausgezeichnet. Trotz ihrer schweren Verletzungen durch Granatsplitter führte sie Passagiere von ihren Kabinen zu den Rettungsbooten und kümmerte sich dort um sie. Auch zwei männliche Besatzungsmitglieder, der Schiffsmechaniker John Walker und der Koch William Francis, bekamen die Medaille für die Rettung von Passagieren verliehen.